# Eren Derdiyok
Eren Derdiyok (12. června 1988, Basilej) je švýcarský fotbalista kurdského původu, který hraje na postu útočníka za švýcarskou reprezentaci a turecký klub Kasımpaşa SK.

## Klubová kariéra
Derdiyokova profesionální kariéra začala ve švýcarském klubu Old Boys v Basileji. Od roku 2006 byl součástí kádru FC Basel. V létě 2009 přestoupil do německého klubu Bayer Leverkusen za částku 3,8 milionu eur. Jeho kontrakt měl platnost do 30. června 2013.

## Reprezentační kariéra
Ve švýcarském reprezentačním A-mužstvu debutoval 6. 2. 2008 v přátelském zápase v Londýně proti týmu Anglie (prohra 1:2). Při své premiéře vsítil jediný gól Švýcarů.
Byl součástí reprezentace pro mistrovství Evropy v roce 2008 (pořádané Rakouskem a právě Švýcarskem) a pro mistrovství světa 2010 v Jihoafrické republice. Ani v jednom šampionátu však Švýcaři nepostoupili do další fáze.
První gól za reprezentaci vstřelil 6. února 2008 proti Anglii.

## Úspěchy
FC Basilej
- 1× vítěz Swiss Super League (2007/08)
- 1× vítěz švýcarského poháru (2007/08)